# Way Back Home (bài hát của Shaun)
"Way Back Home" là một ca khúc sáng tác bởi nam nghệ sĩ người Hàn Quốc Shaun. Bài hát đã trở thành đĩa đơn đầu tiên cho album EP đầu tay của anh, Take, vào ngày 27 tháng 6 năm 2018.

## Sản xuất
Shaun là một DJ và nhà sản xuất cũng như là người chơi organ cho ban nhạc indie rock Hàn Quốc The Koxx. Anh đã phát hành bản EP đầu tay vào ngày 27 tháng 6 năm 2018, với "Way Back Home" là đĩa đơn chính.
Shaun nói rằng ban đầu anh đã viết giai điệu cho "Way Back Home" vào năm 2015 như là một phần của bài hát cho Kim Jae-joong. Tuy nhiên, giai điệu nghe chút giống với một bài hát tiếng Nhật nổi tiếng, và còn thích giai điệu của bài nên năm 2018 anh đã quyết định làm lại bài, bài hát được sáng tác bởi cả Shaun và Ji Hye Lee.
Đây cũng là bài hát mà Shaun đã sáng tác để dành cho người vợ quá cố của mình.

## Bảng xếp hạng
| Bảng xếp hạng (2018–19)        | Vị trí cao nhất |
| ------------------------------ | --------------- |
| Hungary (Rádiós Top 40)        | 18              |
| Malaysia (RIM)                 | 13              |
| New Zealand Hot Singles (RMNZ) | 24              |
| Singapore (RIAS)               | 7               |
| Hàn Quốc (Gaon)                | 1               |
| Hàn Quốc (Kpop Hot 100)        | 1               |

| Bảng xếp hạng (2018) | Vị trí |
| -------------------- | ------ |
| South Korea (Gaon)   | 8      |
| Bảng xếp hạng (2019) | Vị trí |
| South Korea (Gaon)   | 27     |
| Bảng xếp hạng (2020) | Vị trí |
| South Korea (Gaon)   | 169    |
| Bảng xếp hạng (2021) | Vị trí |
| South Korea (Gaon)   | 192    |